# Isla Xiachuan
La isla Xiachuan (en chino, 下 川岛; pinyin, Xiàchuāndǎo) es una isla del mar de China Meridional, en la costa sur de China, parte de la provincia de Cantón (Guangdong). Administrativamente, el pueblo de Xiachuan (下 川镇; Xiàchuānzhèn) es una de las 20 localidades de Taishan. La isla está situada cerca de la isla más grande de Shangchuan, que se encuentra al este de Xiachuan. Shangchuan y Xiachuan se han establecido como zonas de Turismo abierto Integradas Experimentales (旅游 开发 综合 试验 区; lǚyóu Kaifa Zonghe Shiyan Qū). La isla de Xiachuan está vinculada a la tierra firme por ferry. También hay otro servicio de ferry entre Xiachaun y su hermana isla Shangchuan.